# Franco Rodano
Franco Rodano, född 1920 i Rom, död 1983 i Monterado var en italiensk politiker, statsvetare och filosof. Han var betydelsefull inom den kristdemokratiska vänstern på 1940-talet, men gick senare in i kommunistpartiet PCI.